# دلعونا
الدلعونا هي عمل فلكلوري فني عبارة عن أغنية بتلحين يناسب رقصات الدبكة الفلكلورية. واشتهرت بين الشعوب المتواجدة في المنطقة الممتدة من "أنطاكية" شمال سورية حتى خليج العقبة جنوباً، ولها إيقاعات كثيرة لا تعد، ويمكن أن تؤلف عليها المقاطع الغنائية لأية مناسبة مهما كان نوعها "حزن" و"فرح" و"مديح" و"وصف" و"فخر و"اعتزاز" وحتى في مجال "الروحانيات"، ولها تسميات مختلفة ترتبط بأدائها وحالة المؤدي العامة، مثل "الدلعونة" النايمة و"الميلة" و"الكرجة"، ولكل منها دبكتها الخاصة بها.

## أصل الكلمة
مثل كل الكلمات الموروثة، اختلفت الآراء في أصل التسمية. فمن ذهب إلى أنّ أصل التسمية ثلاثي من «دلع» والتي تفيد معنى الدلال والغنج. كما ذكر أنّ أصل الكلمة مشتق من اسم «عناة»، وهي ابنة الإله «ايل»، وهي آلهة الخصب والحب والحرب عند الكنعانيين. وكانوا يسمونها الخطابة، حيث يتضرع الشباب الذين يرغبون بالزواج من حبيباتهم للآلهة «عناة» لمساعدتهم في الحصول على ما يريدون، فيقولون «ياعناة يدك ياعناة». وفي تفسير آخر روي أنّ شاباً أحب فتاة اسمها «عناة»، كاسم الآلهة، ولما انفصلا، راح يغني «دلوني على عناة» فأدغمت الجملة في كلمة واحدة ورخّمت فصارت «دلعونا».
أما الاعتقاد الشائع هو أنّ أصل الدلعونا يآتي من «مدّ يد العون»، إذ كلما ارادوا أهل القرية التعاون في ما بينهم لإنجاز عمل ما، مثل جني المواسم، أو سلق القمح أو عند البناء أو في مواسم القطاف، كانوا يتنادون «دلعونا» طلبا لمساعدة أهل القرية. وعند إنجازهم لهذه الأعمال، كانوا يعقدون حلقات الدبكة مغنين الدلعونا. وعلى نفس المعنى، ذكر زكي ناصيف أن الدلعونا أصلها سرياني مؤلفة من أل التعريف السريانية «د»، وكلمة الـ«عونا» والتي تعني «المساعدة».
وفي عهد الحضارة العربية في بلاد الشام انفصلت هذه الكلمة عن دلالاتها الاصلية في السريانية، وصارت تدل على الولع حينما تغنّى ويدبك الناس على لحنها ومقامها. واستقلت الكلمة الدبكة والاغنية عن مناسبتها المباشرة (العون)، فصارت دبكة «الدلعونا» واغانيها لكل مناسبة: الأعراس، الأفراح والمآتم كما للندم أو التشفي.

## اسلوب الدلعونا
الدلعونا تغنى باكثر من لحن تبعا للمناسبة وللمؤدي، وتكون مقرونة بالة موسيقية تراثية مثل الشبابة أو الارغول أو المجوز. ولحنها متعدد ومتغير في آن وخاصة إذا صاحبها رقصة الدبكة، ففي بداية الرقصة يعتمد لحن متصاعد يدعوا إلى الحماسة والنشوة ليبدا بالتغير انسجاما مع تحقيق حالة الطرب والفرح الجماعي ويتحول إلى متنما متزنا حينا إلى حزينا هادئا أحيانا أخرى، وفي معظم الاحلات تحكمه المناسبة وحالة الراقصين (الدبيكة) وايعاز قائد الدبكة (اللويح).

## مبناها
تنظم الدلعونا على البحر السريع من بحور الشعر العامية ومن المعروف أنّ التقطيع في بحور الشعر العامية يعتمد على النبرة الصوتية على أن يتساوى مجموع النبرات الصوتية في كلّ شطرة. تتألف الدلعونا من مطلع «على دلعونا على دلعونا»، ثمّ شطرة ثانية تنتهي برويّ «نا» مثل «راحوا الحبايب ما ودّعونا»؛ ثمّ تأتي عدّة أدوار يتألف كلّ منها من بيتين وكل منهما مؤلف من شطرين، أما قوافي الشطور الثلاثة فواحدة، وقافية الرابع «نا».

## موسيقاها
لحن الدلعونا من جنس البياتي ولا يتعدّى، شأنه شأن سائر الغناء الشعبي عادة، أربع نغمات، أما إيقاعها فيعود على نفسه في دائرية واحدة لا تتغيّر. تؤدّى الدلعونا عادة بمرافقة آلية بسيطة من واحدة أو أكثر من الآلات الموسيقية الشعبية كاليرغول أو المجوز أو الشبابة (ناي)، بطبلة وبدونها. تتناسب الدلعونا بايقاعها مع إيقاع الدبكة الشعبية وتتفاعل في أدائها أربعة أقطاب منشد وعازف ولويح بالمنديل يرأس صفّ الدبكة. ولذا فسرعان ما تتشابك الأيدي حال سماع نغمات الدلعونا، لتنتظم حلقة الدبكة تدّك الأرض دكاً.

## نماذجها
هذه الأغنية يتصرف فيها الناس كل حسب مشيئته وهواه، إلا أنهم يحافظون على اللحن الأصلي، وهذا نموذج آخر: